# Dendroxena
Dendroxena är ett släkte av skalbaggar som beskrevs av Victor Ivanovitsch Motschulsky 1858. Dendroxena ingår i familjen asbaggar, Silphidae.

## Dottertaxa tillDendroxena, i urval och i alfabetisk ordning
- Dendroxena quadrimaculata (Scopoli, 1771), Fyrprickig larvjägare[1]
- Dendroxena sexcarinata Motschulsky, 1861

## Bildgalleri

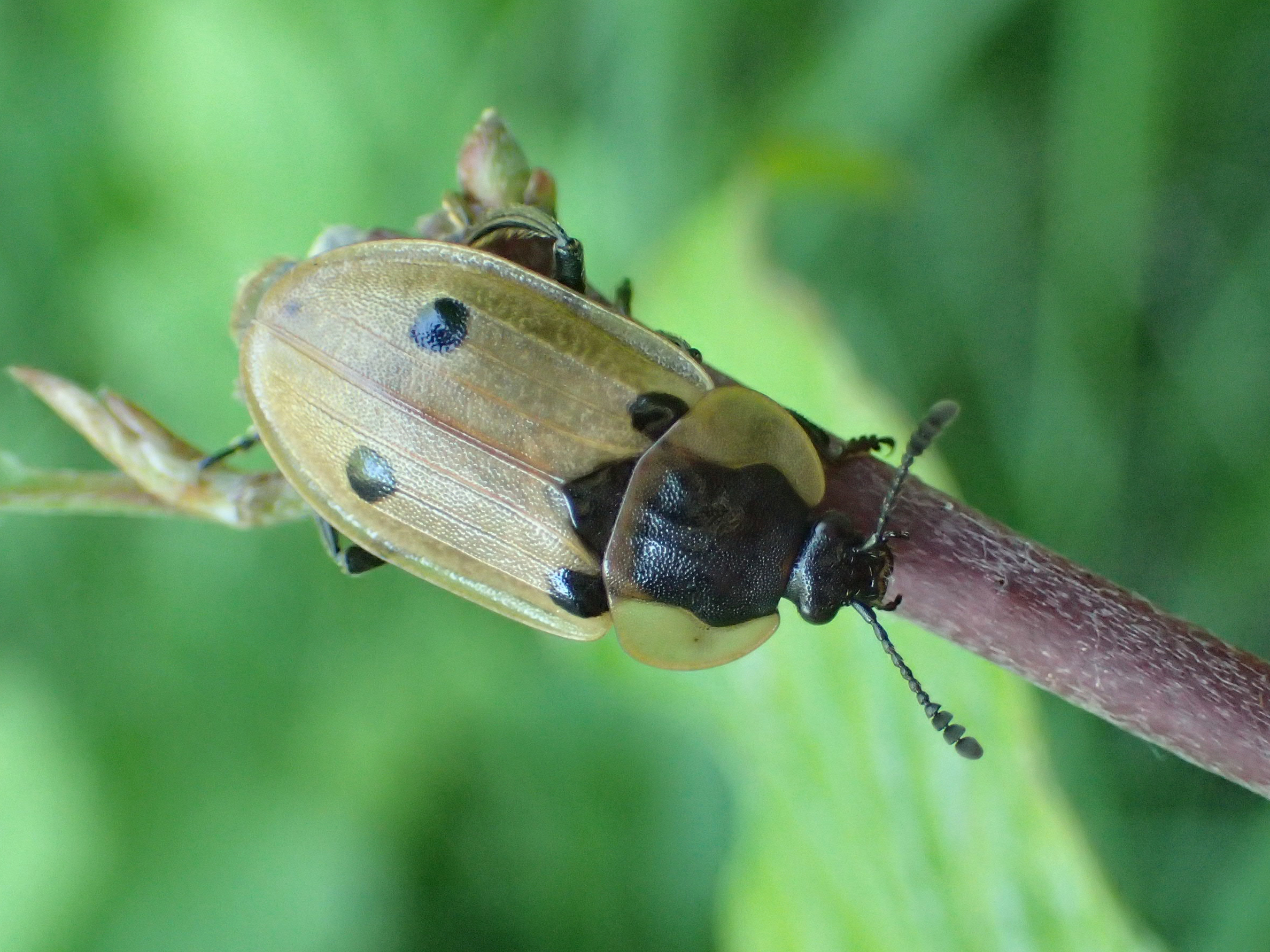
Dendroxena quadrimaculata Fyrprickig larvjägare
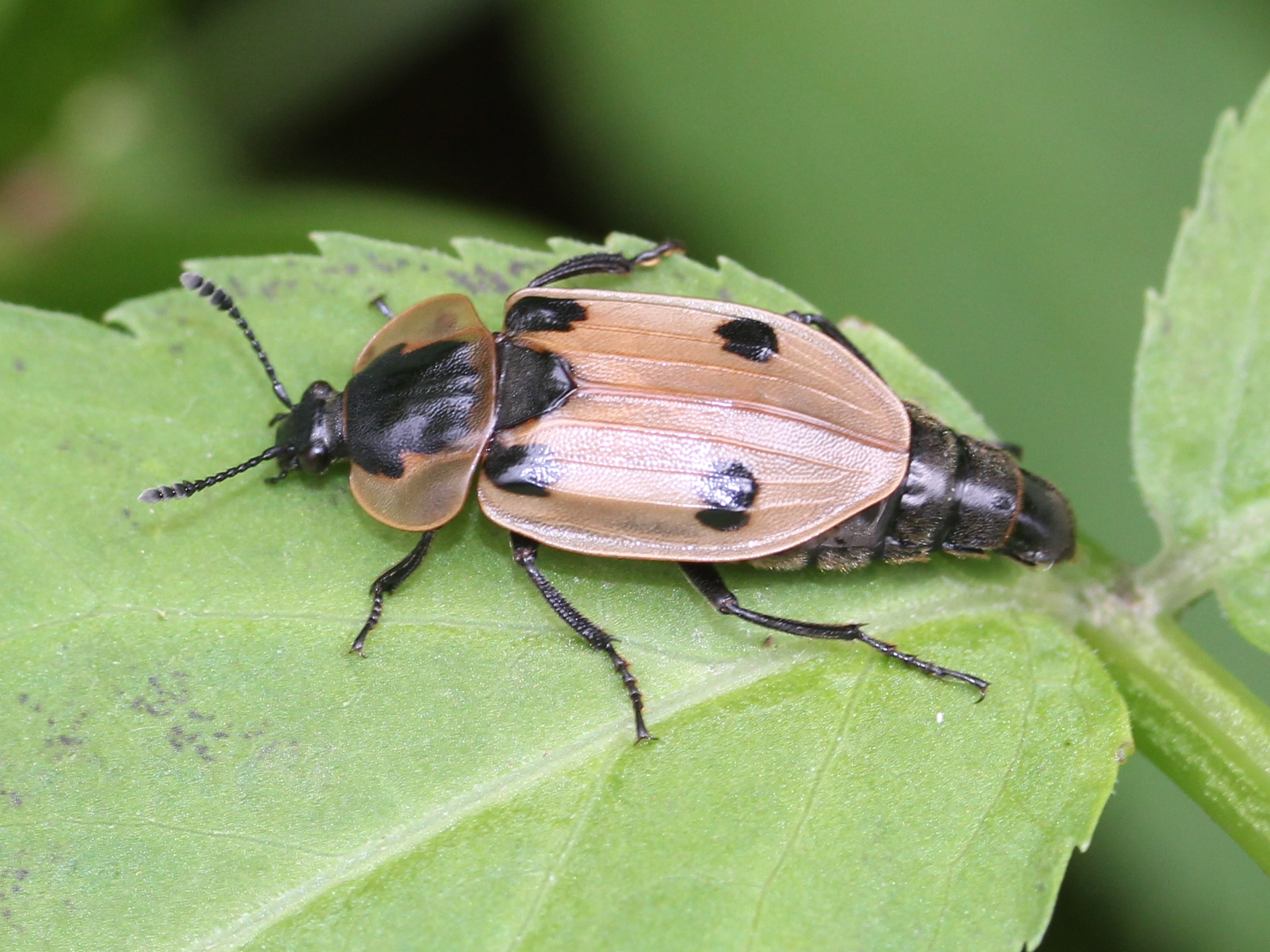
Dendroxena sexcarinata